# 212977 Birute
212977 Birute este o planetă minoră (asteroid), cu un diametru de 1,483 km, din centura de asteroizi. A fost descoperită pe 2 februarie 2009 la Molėtai⁠(d) de Kazimieras Černis⁠(d). 
Obiectul prezintă o orbită caracterizată de o semiaxă mare de 2,2669350124776 UAi, o excentricitate de 0,14, o înclinație de 6 ° în raport cu ecliptica.